# Diesbach
Diesbach är en ort i kommunen Glarus Süd i kantonen Glarus i Schweiz. Den ligger vid floden Linth, cirka 10,5 kilometer sydväst om Glarus. Orten har 194 invånare (2024).
Orten var före den 1 januari 2004 en egen kommun, men inkorporerades då tillsammans med Hätzingen i kommunen Luchsingen. Luchsingen blev i sin tur en del av kommunen Glarus Süd den 1 januari 2011.